# Słońce w zenicie
Słońce w zenicie (chorw. Zvizdan) – chorwacko-serbsko-słoweński film fabularny z 2015 roku w reżyserii Dalibora Matanicia.

## Fabuła
Opowieść o trzech zakochanych parach, które należą do różnych grup etnicznych i muszą zmagać się z wrogością wobec "zakazanej miłości". Wszystkie trzy pary grają ci sami aktorzy. Pierwsza z historii zaczyna się w 1991, przed wojną w Jugosławii, ostatnia w 2011.
9 października 2015 film został zaprezentowany na Warszawskim Festiwalu Filmowym w ramach pokazów specjalnych.

## Obsada
- Tihana Lazović jako Jelena/Nataša/Marija
- Goran Marković jako Ivan/Ante/Luka
- Nives Ivanković jako matka Jeleny i Natašy
- Dado Ćosić jako Saša
- Stipe Radoja jako Božo/Ivno
- Trpimir Jurkić jako ojciec Ivana i Luki
- Mira Banjac jako babka Ivana
- Slavko Sobin jako Mane/Dino
- Lukrecija Tudor jako Dinka
- Tara Rosandić jako Petra
- Ksenija Marinković jako matka Luki

## Nagrody
- 2015: 68. MFF w Cannes - Nagroda Jury w sekcji "Un Certain Regard"
- 2015: Festiwal Filmowy w Puli - Golden Arena dla najlepszego filmu, nagroda za najlepszą żeńską rolę pierwszoplanową (Tihana Lazović), nagroda dla najlepszej aktorki drugoplanowej (Nives Ivanković), nagroda dla najlepszego aktora drugoplanowego (Dado Ćosić)

Film został wyselekcjonowany jako oficjalny chorwacki kandydat do Oscara dla najlepszego filmu nieanglojęzycznego, ale ostatecznie nie uzyskał nominacji.